# سدیم سیانوبوروهیدرید
سدیم سیانوبوروهیدرید (به انگلیسی: Sodium cyanoborohydride) با فرمول شیمیایی NaBH۳CN یک ترکیب شیمیایی است. که جرم مولی آن 62.84 g/mol می‌باشد. شکل ظاهری این ترکیب، پودر سفید است.